# Nistoi
Nistoi – wieś w Rumunii, w okręgu Dolj, w gminie Tălpaș. W 2011 roku liczyła 168 mieszkańców.